# Старе Чирково
Старе Чирково (рос. Старое Чирково) — село в Павловському районі Ульяновської області Російської Федерації.
Населення становить 415 осіб. Входить до складу муніципального утворення Пичеурське сільське поселення.

## Історія
Від 2004 року входить до складу муніципального утворення Пичеурське сільське поселення.

## Населення
| 2010 |
| ---- |
| 415  |